# 아토초
아토초 또는 아토세컨드(attosecond, as로 약칭)는 국제단위계(SI)의 시간 단위로 10−18 또는 1⁄1 000 000 000 000 000 000(1경)초 (시간)에 해당한다.
1아토초는 1초에 해당하며, 1초는 약 316억 9천만년에 해당한다.
아토초는 작은 단위이지만 다양한 응용 가능성이 있다. 진동하는 분자, 화학 반응에서 원자가 형성하는 화학 결합 및 기타 매우 작고 매우 빠른 것들을 관찰할 수 있다.

## 일반적인 측정
- 0.247 아토초: "분자 수소의 평균 결합 길이"를 가로지르는 광자의 이동 시간
- 24.189... 아토초: 시간의 원자 단위
- 43 아토초: 지금까지 생성된 레이저 광의 가장 짧은 펄스
- 53 아토초: 지금까지 생성된 가장 짧은 전자 레이저 펄스
- 53 아토초: 두 번째로 짧은 레이저 광 펄스 생성
- 82 아토초(대략): 베릴륨-8의 반감기, 별에서 탄소와 더 무거운 원소의 합성을 위한 삼중 알파 과정에 사용할 수 있는 최대 시간
- 84 아토초: 중성 파이온의 대략적인 반감기
- 100 아토초: 분자 운동에 대한 가장 빠른 시각
- 320 아토초: 전자가 원자 사이를 이동하는 데 걸리는 예상 시간

## 같이 보기
- 국제단위계
- 초 (시간)
- 펨토초
- 피코초
- 나노초
- 마이크로초
- 밀리초
- 크기 정도 (시간)